# Rhinonyssus nitzschi
Espèce
Synonymes
- Dermanyssus nitzschi Giebel, 1871

Rhinonyssus nitzschi est une espèce d'acarien de la famille des Rhinonyssidae.

## Hôte
Rhinonyssus nitzschi parasite notamment l'Engoulevent d'Europe (Caprimulgus europaeus).

## Étymologie
Cette espèce est nommée en l'honneur de Christian Ludwig Nitzsch (1782–1837).

## Publication originale
- Giebel, 1871 : Ueber einige Milben. Zeitschrift für die gesamten Naturwissenschaften, vol. 38, no 31/32, p. 29-32.